# The English Hymnal

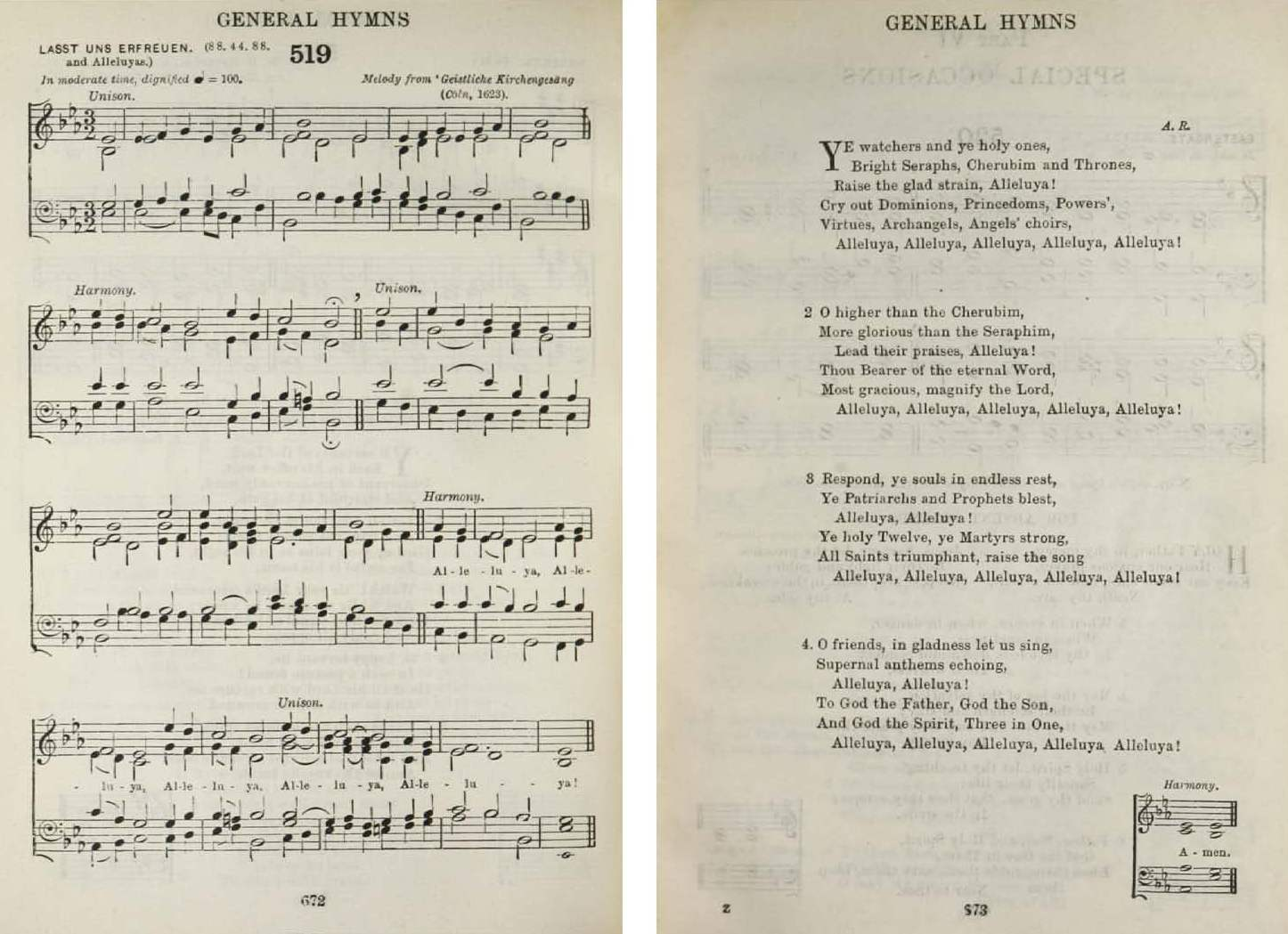
Pubblicazione originale dell'inno "Ye Watchers and Ye Holy Ones"

The English Hymnal è un libro di inni pubblicato nel 1906 per la Chiesa d'Inghilterra dalla Oxford University Press. È stato curato dal sacerdote e scrittore Percy Dearmer e dal compositore e storico della musica Ralph Vaughan Williams ed è stata una pubblicazione molto importante nella storia della musica della chiesa anglicana.

## Metodologia
La prefazione dell'innario si definisce "una raccolta dei migliori inni in lingua inglese". Gran parte dei contenuti sono stati usati per la prima volta a St Mary's, Primrose Hill, nel nord di Londra e il libro potrebbe essere considerato un compagno musicale del libro di Dearmer, The Parson's Handbook.
L'alta qualità della musica è dovuta in gran parte al lavoro di Vaughan Williams come curatore musicale. Lo standard degli arrangiamenti e delle composizioni originali lo ha reso un punto di riferimento per quanto riguarda l'inno inglese e una delle raccolte di inni più importanti del XX secolo. L'innario comprendeva la prima stampa di vari arrangiamenti e adattamenti di inni di Vaughan Williams. Tra i più famosi ci sono Sine Nomine, una nuova musica per For All the Saints e Ye Watchers and Ye Holy Ones, un nuovo testo per la musica dell'inno Lasst uns erfreuen. L'innario comprende anche molte melodie di canto piano (sia nella notazione di canto gregoriano che in quella modernizzata).

## Accoglienza
Dopo la sua pubblicazione, l'uso dell'inno fu vietato per un certo periodo dall'Arcivescovo di Canterbury. Alla fine The English Hymnal, insieme al Church Hymnal for the Christian Year, "minò l'uniformità della Chiesa d'Inghilterra e sfidò con successo [l']egemonia" di Hymns Ancient and Modern, che era stato pubblicato due anni prima.
Il libro ha un caratteristico colore verde ed è talvolta associato alla Chiesa Alta o al movimento anglo-cattolico all'interno dell'Anglicanesimo. Quando il libro fu pubblicato le chiese alte e larghe usavano Hymns Ancient and Modern e le chiese evangeliche usavano normalmente l'Hymnal Companion to the Book of Common Prayer. L'innario fu comunque adottato non solo in vari movimenti dell'anglicanesimo, ma anche in diverse altre denominazioni in Gran Bretagna, come alcune chiese Cattoliche romane.

## Revisioni
Una nuova edizione di The English Hymnal fu pubblicata nel 1933, che principalmente aveva migliori accompagnamenti di J. H. Arnold alle melodie di canto piano e oltre 100 nuove melodie. Ciò fu ottenuto senza rinumerare gli inni o estendere eccessivamente il libro. Invece molti brani precedentemente duplicati furono trasformati in nuovi brani. Laddove venivano cambiate le melodie uniche, le vecchie melodie venivano spostate nell'appendice.
Un supplemento all'innario, English Praise, fu pubblicato nel 1975.
The New English Hymnal apparve nel 1986 e il suo supplemento, New English Praise nel 2006, entrambi sotto l'impronta della Canterbury Press, ora SCM Canterbury Press. Un Revised English Hymnal è previsto per la pubblicazione nel 2020.